# Lega Nazionale A 2002-2003 (calcio femminile)
La Lega Nazionale A 2002-2003, campionato svizzero femminile di prima serie, si concluse con la vittoria del FC Sursee.

## Classifica
|  | Pos. | Squadra           | Pt | G  | V  | N | P  | GF | GS | DR  |
|  | ---- | ----------------- | -- | -- | -- | - | -- | -- | -- | --- |
|  | 1.   | Sursee            | 46 | 18 | 15 | 1 | 2  | 73 | 10 | +63 |
|  | 2.   | Berna             | 43 | 18 | 13 | 4 | 1  | 58 | 18 | +40 |
|  | 3.   | Schwerzenbach     | 36 | 18 | 11 | 3 | 4  | 49 | 22 | +27 |
|  | 4.   | Zuchwil 05        | 34 | 18 | 11 | 1 | 6  | 49 | 23 | +26 |
|  | 5.   | Seebach           | 27 | 18 | 8  | 3 | 7  | 39 | 39 | 0   |
|  | 6.   | Bad Ragaz         | 24 | 18 | 6  | 6 | 6  | 29 | 36 | -7  |
|  | 7.   | Rapid Lugano      | 22 | 18 | 7  | 1 | 10 | 35 | 55 | -20 |
|  | 8.   | Baden             | 11 | 18 | 3  | 2 | 13 | 18 | 61 | -43 |
|  | 9.   | Blue Stars Zurigo | 8  | 18 | 2  | 2 | 14 | 14 | 63 | -49 |
|  | 10.  | Malters           | 7  | 18 | 2  | 1 | 15 | 14 | 51 | -37 |

Legenda:

      Campione di Svizzera e ammesso alla UEFA Women's Cup.
      Relegata in Lega Nazionale B.
Note:

Tre punti a vittoria, uno a pareggio, zero a sconfitta.